# Hubert Doležil
Hubert Doležil, křtěný Hubert Ferdinand (25. října 1876 Kunčice pod Ondřejníkem – 10. června 1945 Praha), byl český hudební historik, kritik, skladatel, sbormistr a pedagog.

## Život
Hubert Doležil se narodil v Kunčicích pod Ondřejníkem v rodině učitele Josefa Doležila a jeho ženy Terezii rodem Zapletalové z Tovačova. Vyrůstal s dvěma bratry, Metodem a Vojtěchem v učitelské rodině, hudební základy (hra na klavír, varhany a housle) získal od svého otce Josefa Doležila (1848–1928). Obecnou školu navštěvoval v Kunčicích, v dalším studiu pak pokračoval v Olomouci, kde letech 1887–1895 navštěvoval Slovanské gymnázium. Následně se za dalším studiem odebral do Prahy, kde v letech 1895–1900 studoval na Karlově univerzitě dějepis, zeměpis, filozofii, estetiku a hudbu. Hubert Doležil navštěvoval mimo jiné přednášky Jaroslava Golla, Josefa Pekaře, T. G. Masaryka, Otakara Hostinského a Karla Steckera. 
Prvním jeho působištěm po vysokoškolských studiích a jednoroční prezenční vojenské službě ve Vídni se stala reálka v Hradci Králové, kde působil v letech 1900–1902. V letech 1902–1908 následně působil na reálce v Olomouci a v letech 1908–1914 pak v Brně, kde byl profesorem druhého českého státního gymnázia. V letech 1914–1919, během první světové války Doležil působil jako profesor české státní reálky v Plzni. Mezi tím se koncem listopadu roku 1914 oženil s Eugenií Benešovou. Po plzeňském údobí přesídlil do Prahy, kde vyučoval v letech 1919–1920 na malostranském gymnáziu a poté v letech 1920–1937 na smíchovském reálném gymnáziu. Zemřel v Praze v roce 1945.
Hubert Doležil vyvíjel rozsáhlou přednáškovou činnost, sepsal desítky portrétů umělců a rozborů jejich děl v různých časopisech. Kromě redaktorské práce byl i častým členem porot a poradních sborů, zejména Národního divadla v letech 1923–1930.